# Македонско дело (1906)
 Тази статия е за вестника от 1906.  За вестника на ВМРО (обединена) вижте Македонско дело.  
„Македонско дело“ (изписване до 1945 година: „Македонско дѣло“) с подзаглавие Независим македонски вестник е български вестник, излизал в София в 1906 година.

## История
Редактор му е Г. Тасев. Бори се за автономия за Македония и Одринско и подкрепя Вътрешната македоно-одринска революционна организация. Излиза всяка събота. Печата се в печатница „Атанасов“. Излизат 6 броя от 4 март до 27 май.